# Grijspeerdmolen
De Grijspeerdmolen is een windmolen in de tot de West-Vlaamse gemeente Hooglede behorende plaats Gits, gelegen aan de Koolskampstraat 12.
Deze gesloten standerdmolen fungeerde als korenmolen.

## Geschiedenis
De naam van de molen komt van de vroegere heren van de heerlijkheid Ogierlande, De Grysperre genaamd. Deze stond toen nog aan de oostzijde van de Grijspeerdstraat. In 1550 bezaten zij de Grijsper muelene. Tot einde 17e eeuw was de molen in hun bezit. Daarna was de molen in bezit van particulieren. In 1912 werd een benzinemotor geplaatst om ook bij windstilte te kunnen malen. In 1918 werd de molen in brand gestoken door de terugtrekkende Duitsers. Er werd nadien een stoommaalderij ingericht. De molenaar wenste echter op wind te malen en in 1920 kocht hij de standerdmolen van Westkapelle, waarop het stichtingsjaartal 1771 nog te lezen was. De molen werd afgebroken maar het transport naar Gits bleek niet eenvoudig, te meer omdat de molen op een heuvel kwam te liggen. Toch was de molen in 1920 al maalvaardig echter, de wind bleef uit waardoor toch een gasmotor moest worden aangeschaft. De molen veroorzaakte in 1940 nog een dodelijk ongeval bij het kind van de molenaar. In 1964 brak de buitenroede. De molen werd niet meer gerepareerd en raakte tevens ingesloten tussen bebouwing. De -voortaan mechanische- maalderij ontwikkelde zich tot een mengvoederbedrijf.

In 1975 werd de molen geklasseerd als monument. In hetzelfde jaar werd hij aangekocht door de gemeente Gits. De molen zou worden verplaatst naar een terrein op het Dominiek Savio Instituut en in 1980 werd hij daartoe afgebroken. In 1982 werd de molen op de nieuwe plaats opgebouwd, waarbij echter veel onderdelen moesten worden vernieuwd.

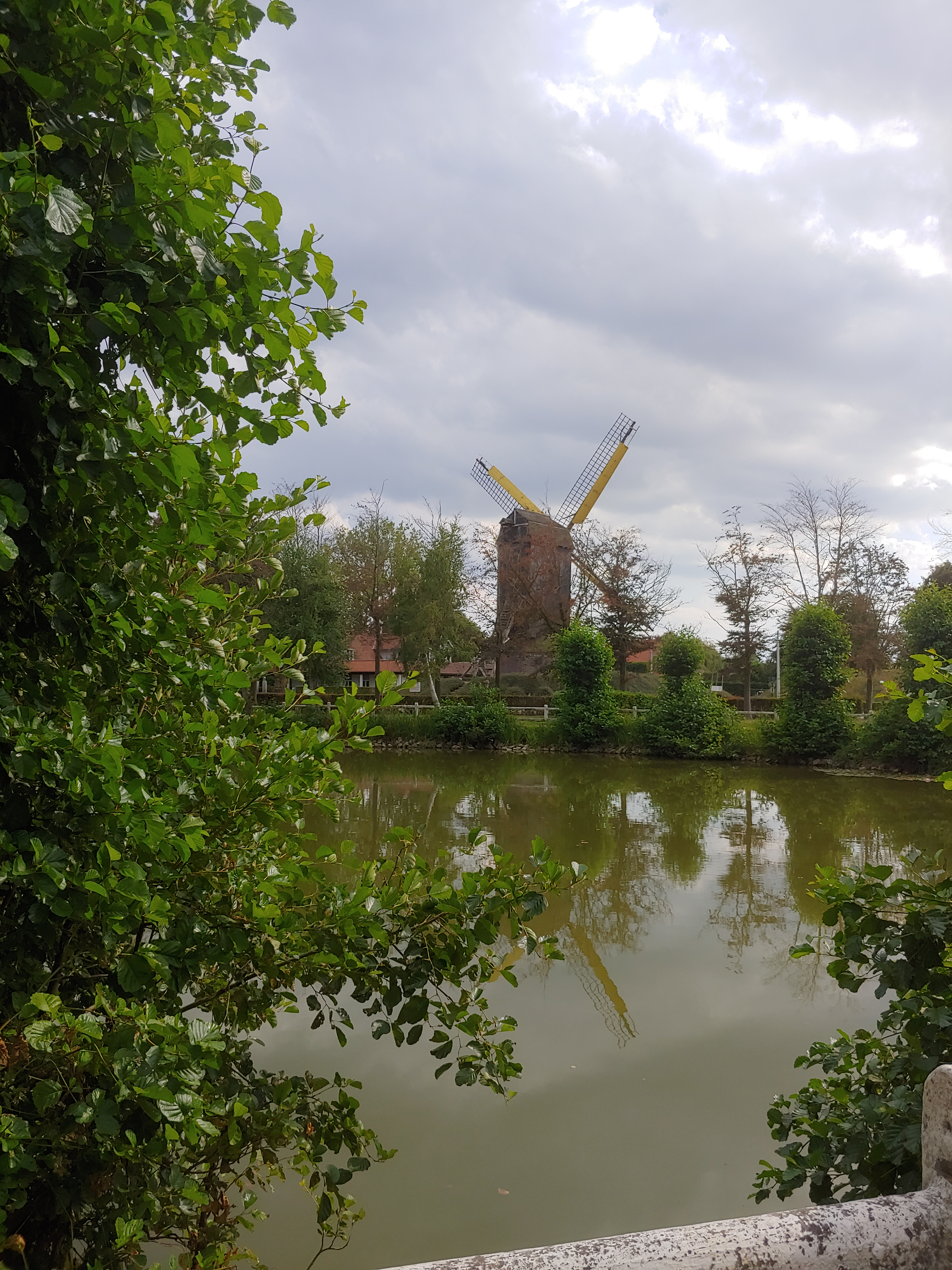
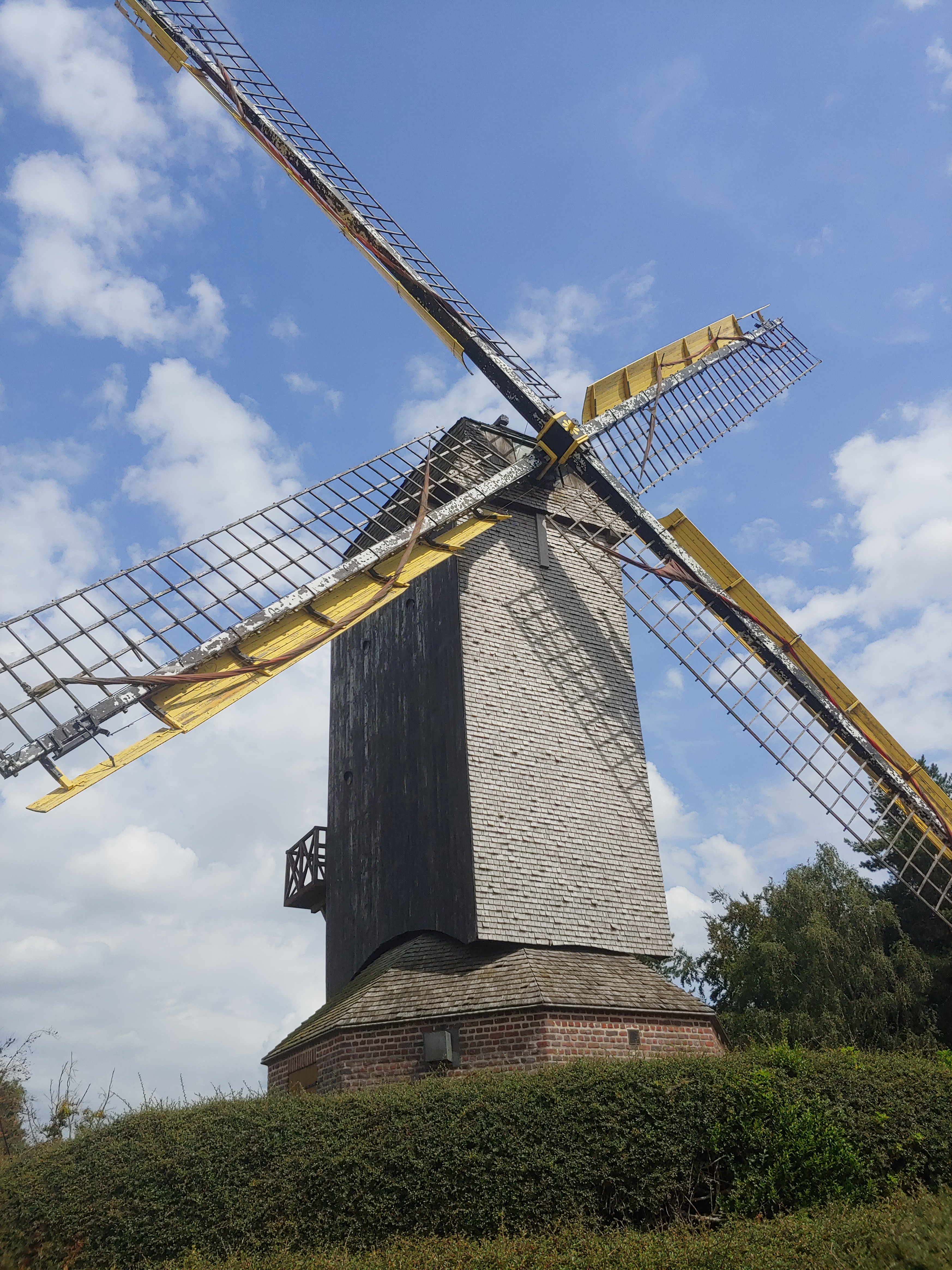
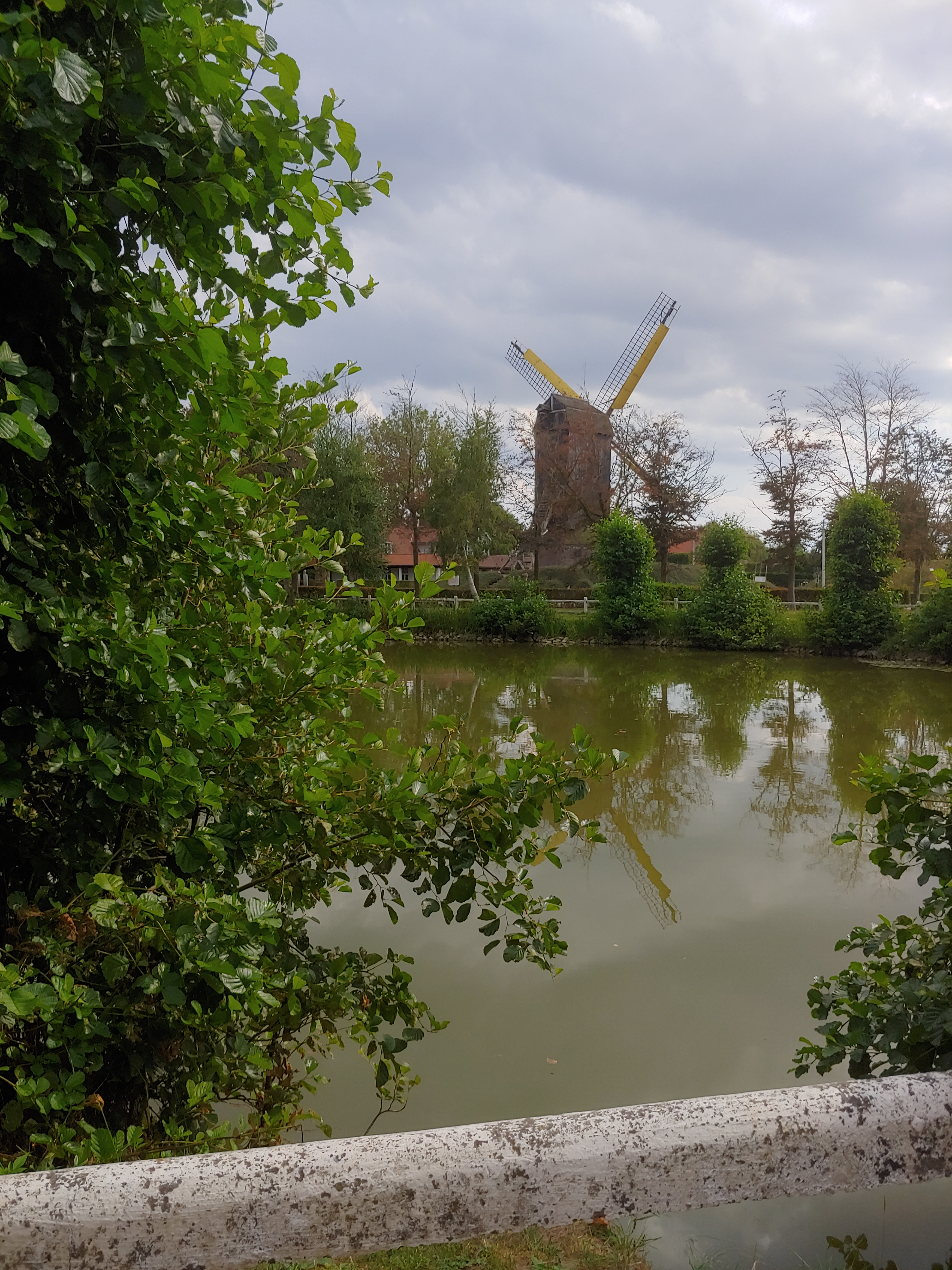

- Inventaris van het Bouwkundig Erfgoed (Vlaanderen): 50970